# بيركلورات الروبيديوم
 فوق كلورات الروبيديوم (بيركلورات البيريديوم) مركب كيميائي له الصيغة RbClO4، ويكون على شكل بلورات عديمة اللون.

## الخواص
- لمركب فوق كلورات االروبيديوم متآصلين، أحدهما يكون تحت الدرجة 279°س، وهو يتبلور حسب النظام البلوري المعيني القائم، وتكون قيم ثابت الشبكة البلورية كالتالي:

a = 0.927 nm, b = 0.581 nm, c = 0.753 nm.
فوق الدرجة 279°س تتغير البنية إلى النظام المكعب حيث تكون قيمة ثابت الشبكة البلورية a = 0.770 nm.
- الجدول التالي يبين انحلالية فوق كلورات الروبيديوم في الماء مع تغير درجة الحرارة:[1]

| درجة الحرارة(س°)     | 0    | 8.5  | 14    | 20    | 25   | 50    | 70   | 99    |
| الانحلالية(غ/100 مل) | 1.09 | 0.59 | 0.767 | 0.999 | 1.30 | 3.442 | 6.72 | 17.39 |

## وصلات خارجية
- بيانات السلامة